# Chimbu
Chimbu, także: Kuman, Simbu – lud papuaski z Papui-Nowej Gwinei. Lud Chimbu zamieszkuje doliny Chimbu, Koro i Wahgi w regionie gór centralnych. Ich liczebność wynosi 250 tys. osób.
Posługują się językiem chimbu (kuman) z postulowanej rodziny transnowogwinejskiej. W użyciu są także różne inne języki z grupy chimbu-wahgi (częściowo w zaniku), a także tok pisin i angielski. Nazwę „Chimbu” mieli nadać im australijscy podróżnicy w latach 30. XX wieku. Sama ludność regionu – na poziomie lokalnym – chętniej identyfikuje się z własnym klanem bądź plemieniem.
Ludność na północ od Chimbu to Bundi, na południe – Gumine, na wschód – Chuave i Siane, na zachód – Kuma. Pod względem kultury są stosunkowo bliscy grupie etnicznej Kuma.
Wyznają chrześcijaństwo (katolicyzm i protestantyzm), ale utrzymują się wśród nich także wierzenia tradycyjne. Powszechne są kulty synkretyczne czerpiące z chrześcijaństwa i animizmu.
Tradycyjnie zajmują się rolnictwem ręcznym na terenach wysokogórskich. Kluczowe znaczenie mają bataty, które są głównym składnikiem pożywienia. Znaczną rolę odgrywa hodowla świń. Od XX wieku hodują bydło, konie i drób, uprawia się także kawę na sprzedaż. Rzemiosło tradycyjne w dużej mierze zanikło.
We wszelkich sferach tradycyjnego życia społecznego dominowali mężczyźni. Struktura społeczna opiera się na rodach patrylinearnych.